# Comastoma pedunculatum
Comastoma pedunculatum là một loài thực vật có hoa trong họ Long đởm. Loài này được (Royle ex G.Don) Holub mô tả khoa học đầu tiên năm 1968.